# Animal Crossing
Animal Crossing – seria gier komputerowych należących do gatunku symulatorów życia, zapoczątkowana w 2001 roku przez Katsuyę Eguchi oraz Hisashiego Nogami. Gracz wciela się w człowieka mieszkającego w wiosce wraz z antropomorficznymi zwierzętami. Cechą charakterystyczną cyklu jest wykorzystywanie wewnętrznego zegara konsoli do symulacji upływu czasu. Wszystkie części zostały wydane na konsole przedsiębiorstwa Nintendo (wyjątkiem jest gra Animal Crossing: Pocket Camp z 2017 roku, która została wydana na urządzenia mobilne).

## Gry z serii

### Animal Crossing
Pierwsza część cyklu została wydana w Japonii 14 kwietnia 2001 roku na konsolę Nintendo 64. W innych częściach świata premiera odbyła się później, w Stanach Zjednoczonych 16 września 2002 roku, w Europie 24 września 2004 roku, a w Australii 17 października 2004 roku. Powstała również ulepszona wersja na konsolę GameCube.

### Animal Crossing: Wild World
Animal Crossing: Wild World ukazała się 23 listopada 2005 roku na przenośne konsole Nintendo DS. Od poprzednika gra różniła się możliwością rozgrywki sieciowej. Jest to trzeci w kolejności tytuł wykorzystujący Nintendo Wi-Fi Connection.

### Animal Crossing: Let’s Go to the City
Animal Crossing: Let’s Go to the City została wydana na konsole Wii 16 listopada w USA, 20 listopada w Japonii, w Australii 4 grudnia, a w Europie 5 grudnia 2008 roku. Gra wspiera Wii Speak, akcesorium umożliwiające graczom rozmowę podczas rozgrywki sieciowej. Została zapowiedziana jako Animal Crossing: City Folk. Tytuł gry został zmieniony w Australii oraz Europie na Animal Crossing: Let’s Go to the City.

### Animal Crossing: New Leaf
Animal Crossing: New Leaf pojawiła się na konsoli Nintendo 3DS. Premiera odbyła się 8 listopada 2012 roku w Japonii, 9 czerwca 2013 roku w USA, 14 czerwca 2013 roku w Europie i 15 czerwca 2013 roku w Australii. Po raz pierwszy w historii serii gracz obejmuje funkcję burmistrza.

### Animal Crossing: Happy Home Designer
Animal Crossing: Happy Home Designer jest spin-offem wydanym w 2015 roku na konsoli Nintendo 3DS. Gra pozwala graczowi na projektowanie wnętrz domów.

### Animal Crossing: Amiibo Festival
Animal Crossing: Amiibo Festival to kolejna poboczna odsłona cyklu, wydana na platformie Wii U w 2015 roku. Rozgrywka nastawiona jest na grę planszową z wykorzystaniem figurek Amiibo.

### Animal Crossing: Pocket Camp
Animal Crossing: Pocket Camp jest spin-offem, który ukazał się na urządzenia z systemem Android i iOS 21 listopada 2017 roku. Gra została wydana w Australii miesiąc wcześniej. Rozgrywka polega na budowaniu obozowiska dla antropomorficznych zwierząt.

### Animal Crossing: New Horizons
Animal Crossing: New Horizons ukazała się 20 marca 2020 na konsoli Nintendo Switch.